# Московский сельсовет (Башкортостан)
Московский сельсовет — муниципальное образование в Дюртюлинском районе Башкортостана.

## История
Согласно «Закону о границах, статусе и административных центрах муниципальных образований в Республике Башкортостан» имеет статус сельского поселения.

## Население
| 2002  | 2009  | 2010  | 2012  | 2013  | 2014  | 2015  |
| ----- | ----- | ----- | ----- | ----- | ----- | ----- |
| 2185  | ↗2293 | ↘2242 | ↘2230 | ↗2264 | ↘2188 | ↘2134 |
| 2016  | 2017  |       |       |       |       |       |
| ↘2070 | ↘2030 |       |       |       |       |       |

## Состав сельского поселения
| № | Населённый пункт | Тип населённого пункта       | Население |
| - | ---------------- | ---------------------------- | --------- |
| 1 | Москово          | село, административный центр | ↘1879     |
| 2 | Имай-Утарово     | село                         | ↘325      |
| 3 | Тамаково         | деревня                      | ↘38       |